# Das Ereignis (Kurzgeschichte)

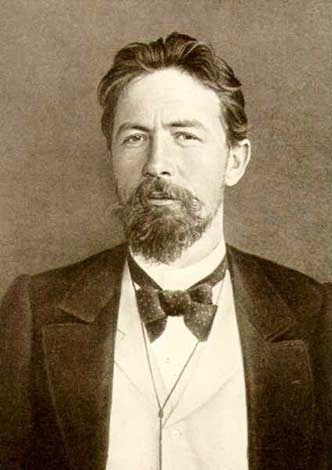
Anton Tschechow

Das Ereignis, auch Ein Ereignis (russisch Событие, Sobytije), ist eine Kurzgeschichte des russischen Schriftstellers Anton Tschechow, die am 24. November 1886 in der Peterburgskaja gaseta erschien. Zu Lebzeiten des Autors wurde der Text ins Bulgarische, Dänische, Deutsche, Englische, Französische, Serbokroatische, Tschechische und Ungarische übersetzt.
Der Wintermorgen wartet den sechsjährigen Geschwistern Wanja und Nina mit einer lebendigen Neuigkeit auf. Die graue Katze mit den grünen Augen hat Junge. Die drei Kätzchen sind allerdings noch blind, können aber unter der Küchenbank aus der Kokskiste heraus immerhin schon piepsen. Den ganzen Vormittag sitzen die Kinder ernst, besorgt und konzentriert vor der Kiste. Die Zukunft wird verplant. Ein Kätzchen soll ins Landhaus, das zweite soll in den Keller Ratten fangen und das dritte soll die Katzenmama trösten, die dann doch nur noch ein Kind bei sich hat. Eine Frage steht an. Wer ist der Vater der Jungen? Das Rätsel ist nicht lösbar. Als muss das große braune hölzerne Pferd unter der Rumpelkammertreppe die Vaterrolle spielen.
Onkel Petruschka schaut mit seiner großen schwarzen dänischen Dogge Nero vorbei. Das wäre doch ein besserer Kätzchenvater – viel lebendiger als das tote Pferd.
Des Abends im Bett müssen Wanja und Nina vor dem Einschlafen noch lange weinen. Nero hat die drei Kätzchen gefressen und ist straflos davongekommen.

## Verwendete Ausgabe
- Das Ereignis. S. 290–296 in Gerhard Dick (Hrsg.) und Wolf Düwel (Hrsg.): Anton Tschechow: Das schwedische Zündholz. Kurzgeschichten und frühe Erzählungen. Deutsch von Gerhard Dick. 668 Seiten. Rütten & Loening, Berlin 1965 (1. Aufl.)